# Полярность химических связей
Полярность химических связей — характеристика химической связи (как правило, ковалентной), показывающая изменение распределения электронной плотности в пространстве вокруг ядер в сравнении с распределением электронной плотности в образующих данную связь нейтральных атомах.
Можно количественно оценить полярность связи в молекуле. Трудность точной количественной оценки состоит в том, что полярность связи зависит от нескольких факторов: от размеров атомов и ионов соединяющихся молекул; от числа и характера связи уже имевшихся у соединяющихся атомов до их данного взаимодействия; от типа структуры и даже особенностей дефектов их кристаллических решёток. Такого рода расчёты производятся различными методами, которые в общем-то дают примерно одинаковые результаты (величины). Например, для HCl установлено, что на каждом из атомов в этой молекуле имеется заряд, равный 0,17 заряда целого электрона. На водородном атоме +0,17, а на атоме хлора −0,17.
В качестве количественной меры полярности связи чаще всего используются так называемые эффективные заряды на атомах.
Эффективный заряд определяется как разность между зарядом электронов, находящимся в некоторой области пространства вблизи ядра, и зарядом ядра. Однако эта мера имеет лишь условный и приблизительный [относительный] смысл, поскольку невозможно однозначно выделить в молекуле область, относящуюся исключительно к отдельному атому, а при нескольких связях — к конкретной связи.
Наличие эффективного заряда может быть указано символами зарядов у атомов (например, Нδ+ — Clδ−, где δ — некоторая доля элементарного заряда) {\displaystyle {\stackrel {-}{\mbox{O}}}={\stackrel {2+}{\mbox{C}}}={\stackrel {-}{\mbox{O}}}} (Oδ−=C2δ+=Oδ−), Hδ+—O2δ−—Hδ+.
Практически все химические связи, за исключением связей в двухатомных гомоядерных молекулах — в той или иной степени полярны. Ковалентные связи обычно слабо полярны.
Ионные связи — сильно полярны.

## Эффективный заряд
Анализ рентгеновского спектра позволяет определять эффективные заряды атомов, а следовательно, и тип химической связи в соединениях. Для этого сравнивают расположение линий рентгеновского спектра свободных атомов и их соединений. Если атом в соединении имеет соответствующий эффективный заряд δ, то линии спектра оказываются смещенными по сравнению со спектрами свободного атома. По величине смещения спектральных линий соответствующими методами расчёта определяют δ.
Значения δ, определяемые разными методами, существенно различаются. Приводимые здесь значения δ интересуют нас с точки зрения иллюстрации общей тенденции их изменения в ряду однотипных соединений.
| Эффективные заряды O оксидов элементов 2-го, 3-го периода и I-й группы ПСХЭ | Эффективные заряды O оксидов элементов 2-го, 3-го периода и I-й группы ПСХЭ | Эффективные заряды O оксидов элементов 2-го, 3-го периода и I-й группы ПСХЭ | Эффективные заряды O оксидов элементов 2-го, 3-го периода и I-й группы ПСХЭ | Эффективные заряды O оксидов элементов 2-го, 3-го периода и I-й группы ПСХЭ | Эффективные заряды O оксидов элементов 2-го, 3-го периода и I-й группы ПСХЭ |
| Оксид                                                                       | Заряд                                                                       | Оксид                                                                       | Заряд                                                                       | Оксид                                                                       | Заряд                                                                       |
| --------------------------------------------------------------------------- | --------------------------------------------------------------------------- | --------------------------------------------------------------------------- | --------------------------------------------------------------------------- | --------------------------------------------------------------------------- | --------------------------------------------------------------------------- |
| Li2O                                                                        | 0.80−                                                                       | Na2O                                                                        | 0.81−                                                                       | Li2O                                                                        | 0.80−                                                                       |
| BeO                                                                         | 0.35−                                                                       | MgO                                                                         | 0.42−                                                                       | Na2O                                                                        | 0.81−                                                                       |
| B2O3                                                                        | 0.24−                                                                       | Al2O3                                                                       | 0.31−                                                                       | K2O                                                                         | 0.89−                                                                       |
| CO2                                                                         | 0.11−                                                                       | SiO2                                                                        | 0.23−                                                                       | Rb2O                                                                        | 0.92−                                                                       |
| N2O5                                                                        | 0.05−                                                                       | P2O5                                                                        | 0.13−                                                                       | Cs2O                                                                        | 0.96−                                                                       |
| OO2                                                                         |                                                                             | SO3                                                                         | 0.06−                                                                       |                                                                             |                                                                             |
| OF2                                                                         |                                                                             | Cl2O7                                                                       | 0.02− (0,01−)                                                               |                                                                             |                                                                             |

| Эффективные заряды δ атомов некоторых соединений                                                    | Эффективные заряды δ атомов некоторых соединений                                                          | Эффективные заряды δ атомов некоторых соединений                                                          | Эффективные заряды δ атомов некоторых соединений                                  | Эффективные заряды δ атомов некоторых соединений                                                          | Эффективные заряды δ атомов некоторых соединений                                                          |
| Вещество                                                                                            | Атом и его степень окисления                                                                              | Заряд δ                                                                                                   | Химическое соединение                                                             | Атом и его степень окисления                                                                              | δ |
| --------------------------------------------------------------------------------------------------- | --- | --- | --------------------------------------------------------------------------------- | --- | --- |
| HF                                                                                                  | H (I) | 0.40+ | Cr[(CO)6]                                                                         | Cr (0) | 0.4+ |
| HCl                                                                                                 | H (I) | 0.18+ | CrCl2                                                                             | Cr (II)                                                                                                   | 1.9+ |
| NaF                                                                                                 | Na (I) | 0.98+ | CrCl3                                                                             | Cr (III)                                                                                                  | 1.2+ |
| NaCl                                                                                                | Na (I) | 0.92+ | [Cr(NH3)6]Cl3                                                                     | Cr (III)                                                                                                  | 1.2+ |
| NaBr                                                                                                | Na (I) | 0.83+ | K2CrO4                                                                            | Cr (VI)                                                                                                   | 0.2+ |
| NaI                                                                                                 | Na (I) | 0.75+ | K2Cr2O7                                                                           | Cr (VI)                                                                                                   | 0.1+ |
| MgCl2                                                                                               | Mg (II)                                                                                                   | 1.50+ | KMnO4                                                                             | Mn (VII)                                                                                                  | 0.3+ |
| MgBr2                                                                                               | Mg (II)                                                                                                   | 1.38+ | CaSO4                                                                             | S (VI) | 0.4+ |
| MgO                                                                                                 | Mg (II)                                                                                                   | 1.01+ | KClO3                                                                             | Cl (V) | 0.7+ |
| MgS                                                                                                 | Mg (II)                                                                                                   | 1.05+ | K3[Fe(CN)6]                                                                       | Fe (III)                                                                                                  | 1.0+ |
| SiO2                                                                                                | Si (IV)                                                                                                   | 1.97+ | OsO2                                                                              | Os (IV)                                                                                                   | 0.8+ |
| SiS2                                                                                                | Si (IV)                                                                                                   | 1.69+ | K2[OsO4]                                                                          | Os (VI)                                                                                                   | 0.8+ |
| Co(NO3)2                                                                                            | Co (II)                                                                                                   | 1.20+ | K[OsO3N]                                                                          | Os (VIII)                                                                                                 | 1.0+ |
| {\displaystyle {\stackrel {}{\mbox{K}}}[{\stackrel {+1}{\mbox{I}}}{\stackrel {-1}{\mbox{I}}}_{2}]}  | I (−1), периферийный                                                                                      | 0,5− | B2H6                                                                              | B (III)                                                                                                   | 0.22+ |
| {\displaystyle {\stackrel {}{\mbox{K}}}[{\stackrel {+1}{\mbox{I}}}{\stackrel {-1}{\mbox{Cl}}}_{2}]} | Cl (−1)                                                                                                   | 0,55− | B2H6                                                                              | H (I), мостиковый                                                                                         | 0,22− |
| {\displaystyle {\stackrel {}{\mbox{K}}}[{\stackrel {+1}{\mbox{I}}}{\stackrel {-1}{\mbox{Cl}}}_{2}]} | I (+1), центральный                                                                                       | 0,11+ | XeF2                                                                              | F (I) | 0.5− |
| [•C≡N:]−                                                                                            | {\displaystyle {\stackrel {0.04+}{\mbox{H}}}-{\stackrel {0.17+}{\mbox{C}}}={\stackrel {0.21-}{\mbox{N}}}} | {\displaystyle {\stackrel {0.04+}{\mbox{H}}}-{\stackrel {0.17+}{\mbox{C}}}={\stackrel {0.21-}{\mbox{N}}}} | [•N≡C:]− / {\displaystyle :{\stackrel {-}{\mbox{C}}}={\stackrel {+}{\mbox{N}}}} • | {\displaystyle {\stackrel {0.04+}{\mbox{H}}}-{\stackrel {0.75+}{\mbox{N}}}={\stackrel {0.79-}{\mbox{C}}}} | {\displaystyle {\stackrel {0.04+}{\mbox{H}}}-{\stackrel {0.75+}{\mbox{N}}}={\stackrel {0.79-}{\mbox{C}}}} |

Как видно из таблицы, степень окисления элемента в соединении по значению не совпадает с результирующим [эффективным] зарядом на атоме. Об этом же говорит исследование энергии связи 1s-электрона азота в зависимости от эффективного заряда на атоме. Так, при степени окисления азота +5 в NaNO3 атом азота имеет эффективный заряд всего 0,4+
({\displaystyle {\stackrel {}{\mbox{K}}}{\stackrel {+4}{\mbox{C}}}{\stackrel {-3}{\mbox{N}}}{\stackrel {}{\mbox{O}}}} = 0.6−;
{\displaystyle {\stackrel {}{\mbox{Na}}}{\stackrel {-1/3}{\mbox{N}}}_{3}} {\displaystyle ({\stackrel {}{\mbox{Na}}}[{\stackrel {-3}{\mbox{N}}}={\stackrel {+5}{\mbox{N}}}={\stackrel {-3}{\mbox{N}}}])} = 0.55−;
{\displaystyle {\stackrel {}{\mbox{K}}}{\stackrel {+2}{\mbox{C}}}{\stackrel {-3}{\mbox{N}}}} = 0.5−;
{\displaystyle [{\stackrel {-1}{\mbox{N}}}{\stackrel {}{\mbox{H}}}_{3}{\stackrel {}{\mbox{O}}}{\stackrel {}{\mbox{H}}}]{\stackrel {}{\mbox{Cl}}}} = 0.3−;
{\displaystyle {\stackrel {-1}{\mbox{N}}}{\stackrel {}{\mbox{H}}}_{4}{\stackrel {}{\mbox{N}}}{\stackrel {}{\mbox{O}}}_{3}} = 0.05+;
{\displaystyle [{\stackrel {-2}{\mbox{N}}}_{2}{\stackrel {}{\mbox{H}}}_{6}]{\stackrel {}{\mbox{S}}}{\stackrel {}{\mbox{O}}}_{4}} = 0.1+;
{\displaystyle {\stackrel {}{\mbox{Na}}}{\stackrel {+3}{\mbox{N}}}{\stackrel {}{\mbox{O}}}_{2}} = 0.15+;). При степени окисления железа 0 и +2 в соединениях Fe(CO)5 и Fe(C6H5)2 эффективный заряд на атоме железа в этих соединениях близок к 1+
((δ) {\displaystyle {\stackrel {+2}{\mbox{Fe}}}{\stackrel {-1}{\mbox{S}}}_{2}} = 0.5+;
{\displaystyle {\stackrel {}{\mbox{K}}}_{4}[{\stackrel {+2}{\mbox{Fe}}}({\stackrel {}{\mbox{C}}}{\stackrel {}{\mbox{N}}})_{6}} = 0.9+;
{\displaystyle {\stackrel {}{\mbox{N}}}{\stackrel {}{\mbox{H}}}_{4}{\stackrel {+3}{\mbox{Fe}}}({\stackrel {}{\mbox{S}}}{\stackrel {}{\mbox{O}}}_{4})_{2}} •12H2O = 1.5+;
{\displaystyle {\stackrel {}{\mbox{K}}}_{2}{\stackrel {+6}{\mbox{Fe}}}{\stackrel {}{\mbox{O}}}_{4}} = 1.8+;
{\displaystyle {\stackrel {}{\mbox{K}}}_{3}{\stackrel {+3}{\mbox{Fe}}}{\stackrel {}{\mbox{F}}}_{6}} = 1.9+,
при общей тенденции прямо-пропорционального повышения значений энергии связи).
Значения относительных эффективных зарядов, полученные различными методами (оптической спектроскопии, ЯМР, также на основе квантовохимических расчетов), могут расходиться. Однако имеющиеся значения δ свидетельствуют о том, что атомы в соединениях высоких зарядов не имеют [отвечающих абсолютному заряду электрона] и чисто ионных соединений не существует.
Мгновенные и индуцированные диполи.
Молекула представляет собой динамическую систему, в которой происходит постоянное движение электронов и колебание ядер. Поэтому распределение зарядов в ней не может быть строго постоянным. Например, молекулу Cl2 относят к неполярным: значение её электрического момента диполя равно нулю. Однако в каждый данный момент происходит временное смещение зарядов к одному из атомов хлора: Clδ+ → Clδ− или Clδ− ← Clδ+ с образованием мгновенных микродиполей. Поскольку подобное смещение зарядов к любому из атомов равновероятно, среднее распределение зарядов как раз и соответствует среднему нулевому значения момента диполя.
Для полярных молекул значение момента диполя в каждый данный момент времени несколько больше или несколько меньше его среднего значения. Направление и величина мгновенного диполя подвержены непрерывным колебаниям постоянного момента диполя. Таким образом, любую неполярную и полярную молекулу (и атом в ней) можно рассматривать как совокупность периодических очень быстро меняющихся по величине и направлению мгновенных микродиполей.
Под действием внешнего электрического поля молекула поляризуется, то есть в ней происходит перераспределение зарядов, и молекула приобретает новое значение электрического момента диполя. При этом неполярные молекулы могут превратиться в полярные, а полярные становятся ещё более полярными. Иначе говоря, под действием внешнего эл. поля в молекулах индуцируется диполь, называемый наведённым или индуцированным. В отличие от постоянных и мгновенных наведенные (индуцированные) диполи существуют лишь при действии внешнего электрического поля. После прекращения действия поля наведённые диполи исчезают. Полярностью и поляризуемостью молекул обусловлено межмолекулярное взаимодействие.